# Mica romanță

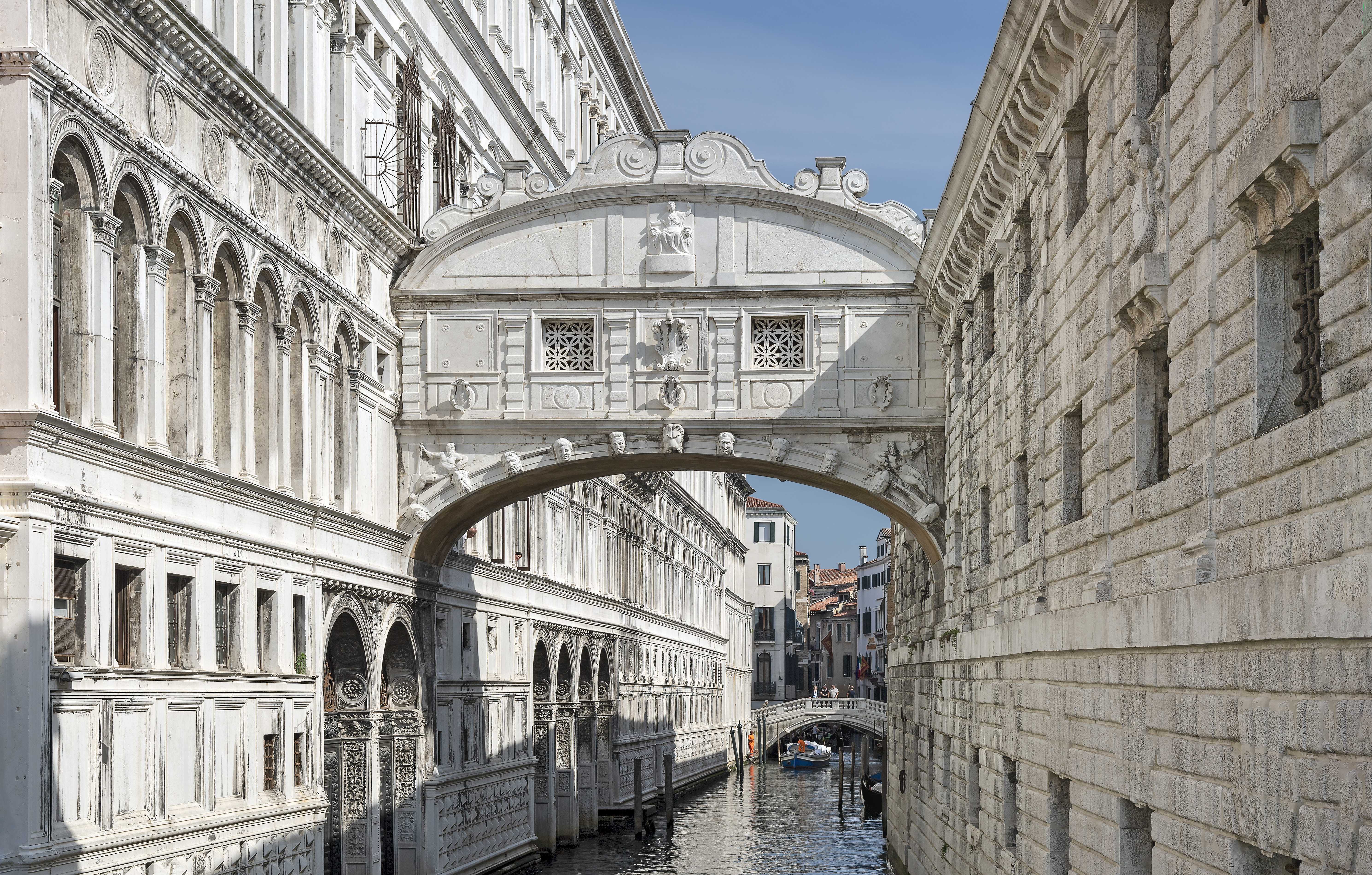
Locul din finalul filmului: Podul Suspinelor din Veneția

Mica romanță (titlul original: în engleză A Little Romance)  este un film de comedie romantică coproducție franco-americano-italian, realizat în 1979 de regizorul George Roy Hill, după romanul E=mc2 Mon Amour din 1977 al scriitorului Patrick Cauvin, protagoniști fiind actorii copii Diane Lane, Thelonious Bernard alături de Laurence Olivier. 
Este totodată primul film al actriței Diane Lane, film în care a debutat la vârsta de 13 ani.

## Distribuție
- Laurence Olivier – Julius Edmund Santorin
- Diane Lane – Lauren King
- Thelonious Bernard – Daniel Michon
- Arthur Hill – Richard King
- Sally Kellerman – Kay King
- Broderick Crawford – el însuși
- David Dukes – George de Marco
- Andrew Duncan – Bob Duryea
- Claudette Sutherland – Janet Duryea
- Graham Fletcher-Cook – Londet
- Ashby Semple – Natalie Woodstein
- Claude Brosset – Michel Michon
- Jacques Maury – inspectorul Leclerc
- Anna Massey – dra. Siegel
- Peter Maloney – Martin
- Dominique Lavanant – dna. Cormier
- Mike Marshall – primul asistent de regizor
- Michel Bardinet – ambasadorul francez
- David Gabison – reprezentantul francez
- Isabel Duby – Monique
- Geoffrey Carey – visagistul
- John Pepper – al doilea asistent de regizor
- Denise Glaser – femeia critic
- Jeanne Herviale – femeia în stația de metrou
- Carlo Lastricati – ghidul turistic
- Judith Mullen – secretara lui Richard
- Philippe Brigaud – directorul teatrului
- Lucienne Legrand – casierul de la teatru